# ウェイマス (マサチューセッツ州)
ウェイマス（英: Weymouth）は、アメリカ合衆国マサチューセッツ州のノーフォーク郡にある都市。人口5万7437人（2020年）。市の形態の政府を採ると申請し認められたものの、市名の中に「町」を残すことを選んだ州内14市の1つである。市の名前はイングランドのドーセットにある海岸町ウェイマスから採られた。マサチューセッツ州ではヨーロッパ人による開拓地として2番目に古い町である。

## 歴史

### 失敗した植民地
ウェイマスがある場所に最初にヨーロッパ人が入ったのは、1622年にトマス・ウェストンが設立したウェサガセット植民地だった。ウェストンはプリマス植民地を支援した主要人物だった。この開拓地は失敗だった。ロンドンから連れて来られた60人の集団は、生存のために求められる困難さに対する備えが不足していた。この植民地の動機が純粋に経済的なものであり、移住してきたのは男ばかりで家族を連れて来ていなかったので、ピルグリムのような動機に欠けていたとも考えられる。
冬が来るまでに、計画のまずさと管理のずさんさによって物資が不足するようになっていた。プリマス植民地の開拓者にも分け合うような物資が無く、ウェイマスの開拓者は、土地のマサチューセッツ族インディアンから物を盗み始めた。ピルグリムと協力した食料探しや、インディアンとの交易が不十分であり、開拓者の中にインディアンから盗み始める者がでてきた。この頃までに植民地に入った多くの者が病気になり、法的なものと秩序の全てが壊れていた。まだ健康だった者がマサチューセッツ族から盗んでいるときに捕まえられ、マサチューセッツ族の指導者が泥棒の処刑を求めた時が最悪の時だった。ウェイマスの者達は、処刑されるか、あるいは死につつある病気の開拓者を代役で処刑させるかを強いられた。
1623年4月までに、インディアンとバージニアの開拓者との間に起きた紛争の知らせが北にも届き、北部でもインディアンとの緊張関係を高めた。マサチューセッツ族などインディアンの集団は、もがき苦しんでいるウェサガセット植民地の残っている者達と、おそらくはもう少し成功しているプリマス植民地を攻撃し破壊する作戦を立てはじめた。ワンパノアグ族の酋長マサソイトがその話を聞いてプリマス植民地に知らせた。ウィリアム・ブラッドフォードはプリマスも破壊されることを恐れ、プリマスの民兵と共にマイルス・スタンディッシュをウェイマスに派遣しその脅威を終わらせようとした。スタンディッシュは休戦の旗の下に、マサチューセッツ族の交戦的な者5人を防御柵の内側に誘った。そこで、短時間の闘争があった後に、インディアンの指導者達が殺された。ウェイマスに当初いた60人のうち10人が餓死し、他に2人がインディアンとの紛争で殺された。45人の開拓者がプリマスに合流するか、北のメインに行き、そこからイングランドに戻った。ウェイマスに残った3人はその後インディアンに殺された。
その年の後半に、ロバート・ゴージズがニューイングランドにロイヤリストと聖公会の色彩が強い政府の中心として、その場所に植民地を形成しようとした。宗教的な指導者としてウィリアム・モレルを連れて来て、ブラッドフォード知事には自分の優越性を認めさせ、代理人として動いてくれることを期待した。それから数週間のうちに、ニューイングランドの冬のために、ゴージズはほとんどの開拓者と共にそこを去ることになった。そこに残った者達はニューイングランドで2番目に古く、後のマサチューセッツ湾植民地では最古の恒久的開拓地の中核を形成した。1630年、そこは公式にマサチューセッツ湾植民地として法人化され、1635年にはジョセフ・ハルの指導下に100家族が追加され、町の名がウェイマスに変更された。これら集団との統合には困難さを伴っており、特にボストンのピューリタンとプリマスのピルグリムとの間の圧力からくる紛争があったが、ウェイマスは1635年までに現在の領域で安定し著名な町となっていた。

### 植民以後
ウェイマスは18世紀の初めから製靴産業に深く関わった。それは1973年にステットソン靴会社が閉鎖されるまで続いた。その建物は現在医療事務所として使われている。
当初の町役場は1914年の火事で破壊され、1928年にボストンにあった旧州会議事堂の複製として新町役場が建設された。他にミルトン町のカリー・カレッジにも同様な複製の建物が見られる。

## 地理
ウェイマス市は北緯42度12分23秒 西経70度56分45秒 / 北緯42.20639度 西経70.94583度 (42.206458, -70.945919)に位置している。
アメリカ合衆国国勢調査局に拠れば、市域全面積は21.6平方マイル (56.0 km2)であり、このうち陸地17.0平方マイル (44.1 km2)、水域は4.6平方マイル (11.9 km2)で水域率は21.29%である。
ウェイマス市内にはウェイマスバック川とウェイマスフォア川が流れている。その周りはかつて工場がならんでいたが、現在はウェブ記念州立公園など公園と自然地域として保存されている。人々や樹木の名前を付けられた通りも多い。
ウェイマス住民は次のような4つの地区を識別して使うことが多い。
- 北ウェイマス - 教会通り、北通り、緑通りの交差点より北にある全て。グレートエスカー公園、ジョージレーンビーチ、ウェブ記念州立公園、ウェサガセット・ヨットクラブ、ボストンのスカイラインの眺め、アビゲイル・アダムズ歴史協会などがある。類似する付加価値のある町とも競合できるウォーターフロントの資産がある
- 南ウェイマス - マサチューセッツ州道3号線良い南の大半
- 東ウェイマス - ウェイマスの中心、ホイットマン池、ジャクソン広場、市役所を含む。アン女王様式、こけら葺き、コロニアル復活様式などヴィクトリア期家屋の例がある。ヒルクレスト道路沿いで、特にこれらの素晴らしい家屋の例が建てられている
- ウェイマス・ランディング - ウェストン公園周辺の1マイル

ウェイマス市の北はヒンガム湾である。ウェイマスの市域にはグレープ島、スレイト島、シープ島が入っており、全てボストン港諸島国定レクリエーション地域に入っている。市の西はクインシー市、ブレインツリー市、ホルブルック町と接している。南はアビントン町とロックランド町と接している。東はヒンガム町である。

### 気候
この地域の気候は暑く湿気た夏と、概して温暖または冷涼な冬が特徴である。ケッペンの気候区分では温暖湿潤気候に属し、略号は "Cfa" である。
| ウェイマスの気候       | ウェイマスの気候 | ウェイマスの気候 | ウェイマスの気候 | ウェイマスの気候 | ウェイマスの気候 | ウェイマスの気候 | ウェイマスの気候 | ウェイマスの気候 | ウェイマスの気候 | ウェイマスの気候 | ウェイマスの気候 | ウェイマスの気候 | ウェイマスの気候 |
| 月                     | 1月              | 2月              | 3月              | 4月              | 5月              | 6月              | 7月              | 8月              | 9月              | 10月             | 11月             | 12月             | 年               |
| ---------------------- | ---------------- | ---------------- | ---------------- | ---------------- | ---------------- | ---------------- | ---------------- | ---------------- | ---------------- | ---------------- | ---------------- | ---------------- | ---------------- |
| 平均最高気温 °C （°F） | 2 (36)           | 3 (37)           | 8 (46)           | 14 (57)          | 20 (68)          | 25 (77)          | 28 (82)          | 27 (81)          | 23 (73)          | 17 (63)          | 11 (52)          | 4 (40)           | 15.2 (59.3)      |
| 平均最低気温 °C （°F） | −7 (19)          | −7 (20)          | −2 (29)          | 3 (38)           | 8 (47)           | 13 (56)          | 17 (63)          | 16 (61)          | 12 (53)          | 6 (43)           | 2 (35)           | −4 (24)          | 4.8 (40.7)       |
| 降水量 cm （inch）     | 100 (4)          | 100 (4)          | 100 (4)          | 99 (3.9)         | 81 (3.2)         | 71 (2.8)         | 71 (2.8)         | 97 (3.8)         | 84 (3.3)         | 97 (3.8)         | 114 (4.5)        | 107 (4.2)        | 1,121 (44.3)     |
| 出典：Weatherbase      |                  |                  |                  |                  |                  |                  |                  |                  |                  |                  |                  |                  |                  |

## 交通
ウェイマス市内はマサチューセッツ湾交通局のバス路線数本と、通勤鉄道の駅3か所がある。グリーンブッシュラインのウェイマス・ランディング駅とジャクソン広場に近いイーストウェイマス駅があり、またオールドコロニーラインのサウスウェイマス駅がある。市内を通る道路には、マサチューセッツ州道3号線、同3号線代替路、同18号線、同53号線、同58号線、同139号線がある。

## 市政府

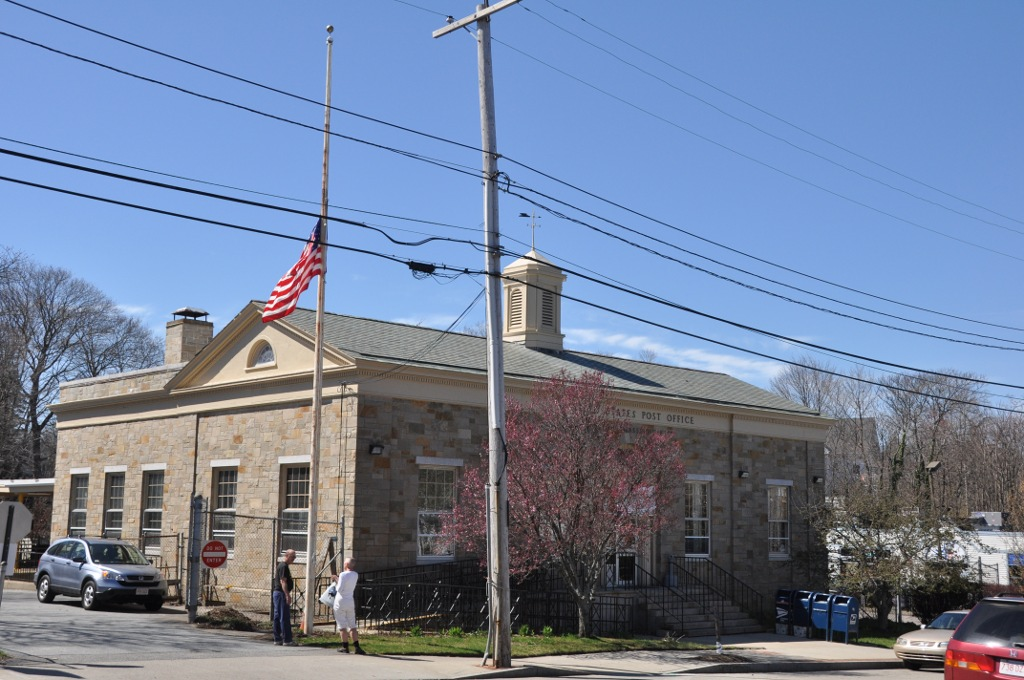
ウェイマス郵便局

ウェイマスは、ピルグリムがプリマスに上陸した年から2年後の1622年に、ウェサガセット植民地と呼ばれた領域から、1635年に町として設立された。アメリカでは最古かつ連続して運営されたタウンミーティング方式の政府を365年間維持していた。1999年の住民投票で市の政府形態に変更することを承認した。デイビッド・M・マッデンが初代市長に選ばれ、2000年に就任した。市政委員の4人が35歳以下であるという、州内では最も若い市政委員会の1つである。
| 民主党   | 12,254 | 35.45% |
| 共和党   | 3,690  | 10.68% |
| 無党派   | 18,497 | 53.52% |
| 少数政党 | 123    | 0.36%  |
| 合計     | 34,564 | 100%   |

## 教育
ウェイマス高校はウェイマス市の唯一の高校である。2005年まで8年生と9年生はウェイマス・ジュニア高校に、10年生から12年生は高校となっていた。南ウェイマスのジュニア高校に新しいウィングが建設されて、これが新しいウェイマス高校となって、9年生から12年生を統合した。東ウェイマスにある旧高校はマリア・ウェストン・チャップマン中学校に転換された。高校には2,000人以上の生徒が通っている。最新式の運動場も2005年に完成し、人工芝の陸上競技場ができた。
2008年、ボストン・マガジンがウェイマス高校を、ボストン地域の高校の中で学術成績では第8位、対費用効果で第18位にランクした。
中学校は東ウェイマスのウェイマス中学校1校である。キャンパスは2つあり同じ通りの上下にある。チャップマン・キャンパスとアダムズ・キャンパスと呼ばれている。
アビゲイル・アダムズ中学校は5年生と6年生、マリア・ウェストン・チャップマン中学校は7年生と8年生を教えている。
小学校は8校、その他に初期児童センター1つがあり、そのうち5つは名誉勲章受章者の名前が付けられている。
公立のチャータースクールはノーウェルにあるサウスショア・チャーター公立学校の1つがある。
私立学校は5校ある。
- サウスショア・クリスチャン・アカデミー[14]、独立系、キリスト教、カレッジ予備デイスクール、幼稚園から12年生、就学前プログラムもある
- セントジェローム小学校[15]、カトリック、幼稚園前から8年生
- セイクレッドハート小学校[16]、カトリック、ボストン大教区管轄、幼稚園前から8年生
- 第一バプテスト・クリスチャン[17]、ウェイマスの第一バプテスト教会管轄、幼稚園前から8年生
- セントフランシス・ザビエル[18]、カトリック、セントフランシス教区管轄

## スポーツチーム
- ニューイングランド・フリージャックス - メジャーリーグラグビー

## 人口動態
以下は2010年国勢調査による人口統計データである。
| 基礎データ - 人口: 53,743 人 - 世帯数: 22,435 世帯 - 家族数: 13,595 家族 - 人口密度: 1,225.4人/km2（3,174.2 人/mi2） - 住居数: 22,573 軒 - 住居密度: 512.4軒/km2（1,327.1 軒/mi2） 人種別人口構成 - 白人: 89.7%（アイルランド系: 33%、国内第10位） - アフリカン・アメリカン: 3.1% - ネイティブ・アメリカン: 0.2% - アジア人: 3.2% - 太平洋諸島系: 0.0% - その他の人種: 0.6% - 混血: 1.2% - ヒスパニック・ラテン系: 2.6% 年齢別人口構成 - 18歳未満: 22.0% - 18-24歳: 6.6% - 25-44歳: 32.7% - 45-64歳: 23.4% - 65歳以上: 15.4% - 年齢の中央値: 38歳 - 性比（女性100人あたり男性の人口） - 総人口: 90.4 - 18歳以上: 86.3 | 世帯と家族（対世帯数） - 18歳未満の子供がいる: 27.3% - 結婚・同居している夫婦: 48.6% - 未婚・離婚・死別女性が世帯主: 10.3% - 非家族世帯: 26.8% - 単身世帯: 30.6% - 65歳以上の老人1人暮らし: 11.1% - 平均構成人数 - 世帯: 2.42人 - 家族: 3.08人 収入と家計 - 収入の中央値 - 世帯: 41,665米ドル - 家族: 54,083米ドル - 性別 - 男性: 42,497米ドル - 女性: 35,963米ドル - 人口1人あたり収入: 24,976米ドル - 貧困線以下 - 対人口: 9.8% - 対家族数: 9.1% - 18歳未満: 7.3% - 65歳以上: 7.4% |

## 地区ごとの収入
下表のデータはアメリカン・コミュニティ・サーベイによる2007年から2011年5年間推計による。
| 准尉 | 地区                     | 人口1人あたり収入 | 世帯あたり収入中央値 | 家庭あたり収入中央値 | 人口（人）  | 世帯数      |
| ---- | ------------------------ | ----------------- | -------------------- | -------------------- | ----------- | ----------- |
|      | ノーフォーク郡           | $43,685           | $83,733              | $106,309             | 666,426     | 255,944     |
| 1    | 南ウェイマス             | $40,395           | $78,509              | $106,057             | 16,308      | 3,475       |
| 2    | ウェイマス・ランディング | $37,174           | $65,977              | $81,054              | 14,233      | 6,340       |
|      | ウェイマス市             | $35,939           | $68,594              | $86,972              | 53,565      | 22,543      |
|      | マサチューセッツ州       | $35,051           | $65,981              | $83,371              | 6,512,227   | 2,522,409   |
| 3    | 北ウェイマス             | $32,459           | $64,653              | $87,092              | 8,674       | 3,676       |
| 4    | 北ウェイマス             | $31,755           | $62,836              | $83,192              | 14,350      | 6,046       |
|      | アメリカ合衆国平均       | $27,915           | $52,762              | $64,293              | 306,603,772 | 114,761,359 |

## 見どころ

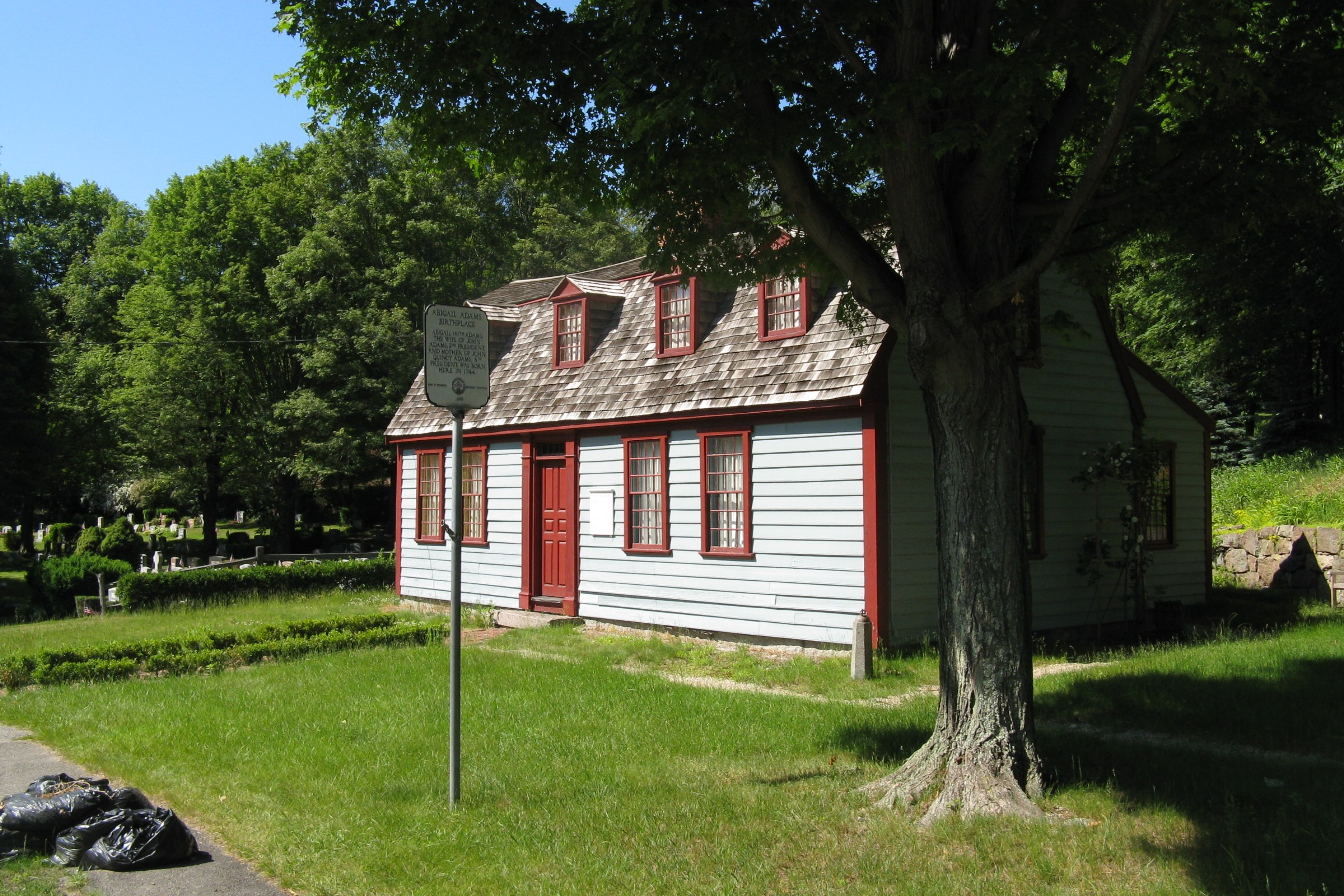
アビゲイル・アダムズ生家

- ウェイマスはジョン・アダムズ大統領夫人、ジョン・クインシー・アダムズの母であるアビゲイル・アダムズが生まれた町である
- 1996年の基地再編閉鎖法によって閉鎖された南ウェイマス海軍航空基地の一部が、ウェイマス市内に残っている。サウスフィールドと呼ばれる開発が予定されている。パークウェイ、住宅、スポーツ施設、映画館などが計画されている

## 著名な出身者
- アビゲイル・アダムズ、ジョン・アダムズ大統領の妻[24]
- トビン・ベル、俳優、2004年の映画『ソウ』のジグソウ役で知られる
- ロブ・コードリーとネイト・コードリー、テレビ番組『ザ・デイリー・ショー』のレポーター
- ハル・ホルブルック、俳優、『ダーティハリー2』等に出演
- ジョージ・ユング、別名「ボストン・ジョージ」、コカインの密輸人、2001年の映画『ブロウ』の題材
- ギルバート・ルイス、物理化学者
- スコット・コールドウェル、サッカー選手